# Stadtmuseum Kettwig
Das Stadtmuseum Kettwig ist ein kleines Heimatkundemuseum in Kettwig, Essen. Es befindet sich im Kettwiger Rathaus und wurde ursprünglich vom 1990 gegründeten Verein „Kettwiger Museums- und Geschichtsfreunde“ betrieben. Im Jahre 2022 lösten sich dieselben auf und wurden als Ausschuss „Geschichte und Museum“ dem Heimat- und Verkehrsverein Kettwig e. V. angegliedert. Seitdem ist der HVV Betreiber des Museums. Ausgestellt werden zahlreiche Objekte zur Geschichte Kettwigs, so unter anderem Werkzeuge, Tuche, Bücher und Landkarten des Ruhrtals.